# Козенице
Козенице или Козеницы (пол. Kozienice) — город в Польше, входит в Мазовецкое воеводство, Козеницкий повят. Имеет статус городско-сельской гмины. Занимает площадь 10,45 км². Население — 19 605 человек (на 2006 год).

## Известные уроженцы
- Свенцицкий, Юлиан Адольф (1850—1932) — польский писатель, поэт, переводчик, историк литературы.

## Фотографии
- Дворец
- Костёл
- Вокал